# Sœurs de la charité du Sacré-Cœur de Jésus
Ne doit pas être confondu avec Filles de la charité du Sacré-Cœur de Jésus.
Les Sœurs de la charité du Sacré-Cœur de Jésus (en latin : Congregationis sororum a Caritate Sacri Cordis Iesu) sont une congrégation religieuse féminine enseignante de droit pontifical.

## Historique
Le 2 février 1877 à Madrid, Isabelle Larrañaga Ramírez (1836-1899) fonde avec trois autres compagnes l'association de la pieuse union des dames servantes du Sacré Cœur de Jésus par pour se dédier à l'œuvre des exercices spirituels. Elle ajoute ensuite l'enseignement sur les conseils de Mgr Sancha y Hervás, évêque auxiliaire du diocèse de Tolède, car l'éducation est une grande priorité en Espagne à l'époque ; l'évêque fondera aussi en 1869 des sœurs de la charité dédiées à cette cause.
En 1883, l'association se transforme en congrégation religieuse avec l'approbation des constitutions religieuses par le cardinal Moreno y Maisanove, archevêque de Tolède (À l'époque, Madrid dépend de l'archidiocèse de Tolède, le diocèse de Madrid est créé en 1868 et sera détaché de Tolède en 1885).
L'institut reçoit le décret de louange le 16 août 1909 et l'approbation définitive du Saint-Siège le 28 novembre 1920.
Deux sœurs de cette congrégation, Rita Dolores Pujalte Sanchez (1857-1936) et Françoise Aldea y Aranjo (1881-1936), martyres de la guerre civile espagnole, sont béatifiées le 10 mai 1998.

## Activités et diffusion
Les sœurs se consacrent à l'enseignement et au service dans les maisons de retraite spirituelle, elles ont des foyers pour étudiantes et travailleuses.
Elles sont présentes en :
- Europe : Espagne, Portugal.
- Amérique : Chili, Pérou, Porto Rico, Venezuela.
- Afrique : Angola.

La maison généralice est à Madrid.
En 2017, la congrégation comptait 308 sœurs dans 51 maisons.